# Pa de Vakfıkebir

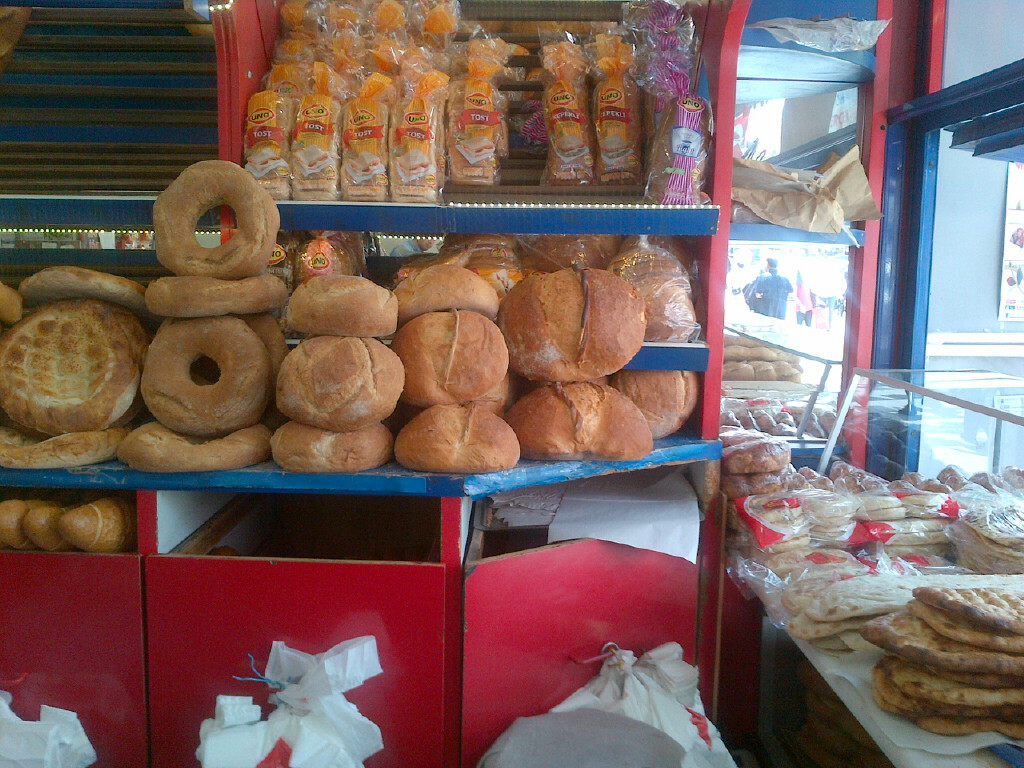
Pans de Turquia: Pide (esquerra), halka ekmek (pa rosca, centre-esquerra), somun (centre-dreta), Vakfıkebir ekmeği (dreta)

Pa de Vakfıkebir (en turc Vakfıkebir ekmeği) o Pa de Trebisonda, va produir en Vakfıkebir, Trebisonda, així com en Hamsiköy, i són gammes de 0.45 a 7.5 quilograms dins pes. És conegut gairebé a tot arreu de Turquia. A més de Trebisonda, és especialment produït en ciutats petites al llarg d'autopistes importants. És fermentat amb rent natural i cuit en un forn negre (de fusta) de pedra. El pa de Vakfıkebir és sabrós, té una vida de prestatge llarga, i no emmotlla fàcilment. Quan queda algun temps a casa, encara és bé bo. Durant anys recents, fleques que produeixen pa de Vakfıkebir han sido obertes en ciutats grans com Istanbul i Ankara també. Mentre és cuinat dins forns de pedra, és també sabut com “pa de forn de pedra” (taş fırın ekmeği). Un “Festival de Pa de Vakfıkebir” és aguantat cada any en Vakfıkebir pel propòsit de promoure aquest pa a Turquia i a l'estranger.